# Élections sénatoriales de 2008 dans le Doubs
Les élections sénatoriales dans le Doubs ont eu lieu le dimanche 21 septembre 2008. Elles ont eu pour but d'élire les sénateurs représentant le département au Sénat pour un mandat de six années.

## Contexte départemental
Lors des élections sénatoriales du 27 septembre 1998 dans le Doubs, trois sénateurs ont été élus, un UDF et deux RPR.
Depuis, tous les effectifs du collège électoral des grands électeurs ont été renouvelés, avec les élections législatives françaises de 2007, les élections régionales françaises de 2004, les élections cantonales de 2004 et 2008 et les élections municipales françaises de 2008.

## Rappel des résultats de 1998
| Candidat et parti politique | Candidat et parti politique | Candidat et parti politique | Premier tour | Premier tour | Second tour | Second tour |
| Candidat et parti politique | Candidat et parti politique | Candidat et parti politique | Voix         | %            | Voix        | %           |
| --------------------------- | --------------------------- | --------------------------- | ------------ | ------------ | ----------- | ----------- |
|                             | Louis Souvet                | RPR                         | 852          | 58,80        |             |             |
|                             | Georges Gruillot            | RPR                         | 821          | 56,66        |             |             |
|                             | Jean-François Humbert       | UDF                         | 592          | 40,86        | 827         | 58,36       |
|                             | Pierre Magnin-Feysot        | PS                          | 514          | 35,47        | 562         | 39,66       |
|                             | Jean-Marie Bart             | PS                          | 482          | 33,26        | Retrait     | Retrait     |
|                             | Marcellin Baretje           | PS                          | 465          | 32,09        | Retrait     | Retrait     |
|                             | Jean Pourchet               | UDF                         | 216          | 14,91        | Retrait     | Retrait     |
|                             | Roland Vuillaume            | RPR                         | 67           | 4,62         | Retrait     | Retrait     |
|                             | Pierre Milloz               | FN                          | 52           | 3,59         | 27          | 1,91        |
|                             | Yves Adami                  | PCF                         | 33           | 2,28         | Retrait     | Retrait     |
|                             | Anne-Marie Ménétrier        | PCF                         | 30           | 2,07         | Retrait     | Retrait     |
|                             | Gérard Schoenberg           | PCF                         | 28           | 1,93         | Retrait     | Retrait     |
|                             | Yves Vola                   | GÉ                          | 8            | 0,55         | 1           | 0,07        |
|                             | José Paz                    | GÉ                          | 2            | 0,14         | Retrait     | Retrait     |
|                             |                             |                             |              |              |             |             |
| Inscrits                    | Inscrits                    | Inscrits                    | 1 495        | 100,00       | 1 495       | 100,00      |
| Abstentions                 | Abstentions                 | Abstentions                 | 9            | 0,60         | 10          | 0,67        |
| Votants                     | Votants                     | Votants                     | 1 486        | 99,40        | 1 485       | 99,33       |
| Blancs et nuls              | Blancs et nuls              | Blancs et nuls              | 37           | 2,49         | 68          | 4,58        |
| Exprimés                    | Exprimés                    | Exprimés                    | 1 449        | 97,51        | 1 417       | 95,42       |

## Sénateurs sortants
| Sénateur | Sénateur              | Parti | Fonctions lors de l'élection en 1998                                              |
| -------- | --------------------- | ----- | --------------------------------------------------------------------------------- |
|          | Georges Gruillot      | UMP   | Sénateur sortant, président du conseil général, maire de Vercel-Villedieu-le-Camp |
|          | Jean-François Humbert | UMP   | Président du conseil régional, conseiller général                                 |
|          | Louis Souvet          | UMP   | Sénateur sortant, président du Pays de Montbéliard, maire de Montbéliard          |

## Présentation des candidats et des suppléants
Les nouveaux représentants sont élus pour une législature de 6 ans au 
suffrage universel indirect par les 1537 grands électeurs du département. Dans le Doubs, les sénateurs sont élus au scrutin majoritaire à deux tours. Leur nombre reste inchangé, 3 sénateurs sont à élire. Ils sont 14 candidats dans le département, chacun avec un suppléant.
| T/S | Candidats | Candidats               | Parti | Principale fonction                                  |
| --- | --------- | ----------------------- | ----- | ---------------------------------------------------- |
| T   |           | Françoise Baquet-Chatel | PCF   |                                                      |
| S   |           | Yves Adami              | PCF   |                                                      |
| T   |           | Jean-Claude Grandjean   | PCF   |                                                      |
| S   |           | Annie Menetrier         | PCF   |                                                      |
| T   |           | Christophe Lime         | PCF   |                                                      |
| S   |           | Marc Dupont             | PCF   |                                                      |
| T   |           | Bernard Lachambre       | Verts |                                                      |
| S   |           | Claude Mercier          | Verts |                                                      |
| T   |           | François Mandil         | Verts |                                                      |
| S   |           | Françoise Presse        | Verts |                                                      |
| T   |           | Sylvie Meyer            | Verts |                                                      |
| S   |           | Guy Girardot            | Verts |                                                      |
| T   |           | Martial Bourquin        | PS    | Conseiller régional, maire d'Audincourt              |
| S   |           | Pierre Maury            | PS    |                                                      |
| T   |           | Claude Jeannerot        | PS    | Président du conseil général                         |
| S   |           | Martine Voidey          | PS    | Conseillère générale, maire de Voujeaucourt          |
| T   |           | Danièle Nevers          | PS    | Conseillère générale, maire de Cuse-et-Adrisans      |
| S   |           | Léon Bessot             | PS    |                                                      |
| T   |           | Christine Bouquin       | DVD   | Conseillère générale, maire de Charquemont           |
| S   |           | Pierre Magnin-Feysot    | DVD   |                                                      |
| T   |           | Annie Genevard          | UMP   | Conseillère régionale, maire de Morteau              |
| S   |           | Charles Demouge         | UMP   |                                                      |
| T   |           | Jean-François Humbert   | UMP   | Sénateur sortant, conseiller régional                |
| S   |           | Annick Jacquemet        | UMP   | Conseillère générale, adjointe au maire de Saint-Vit |
| T   |           | Jean-François Longeot   | UMP   | Conseille général, maire d'Ornans                    |
| S   |           | Jean-Marie Pobelle      | UMP   | Conseiller général, maire de Loray                   |
| T   |           | Sophie Montel           | FN    | Conseillère régionale                                |
| S   |           | Roland Boillot          | FN    |                                                      |

## Résultats
| Candidat et parti politique | Candidat et parti politique | Candidat et parti politique | Premier tour | Premier tour | Second tour | Second tour |
| Candidat et parti politique | Candidat et parti politique | Candidat et parti politique | Voix         | %            | Voix        | %           |
| --------------------------- | --------------------------- | --------------------------- | ------------ | ------------ | ----------- | ----------- |
|                             | Claude Jeannerot            | PS                          | 706          | 46,36        | 813         | 54,34       |
|                             | Martial Bourquin            | PS                          | 622          | 40,84        | 747         | 49,93       |
|                             | Jean-François Humbert       | UMP                         | 612          | 40,18        | 734         | 49,06       |
|                             | Danièle Nevers              | PS                          | 578          | 37,95        | 725         | 48,46       |
|                             | Annie Genevard              | UMP                         | 549          | 36,05        | 681         | 45,52       |
|                             | Jean-François Longeot       | UMP                         | 517          | 33,95        | 689         | 46,06       |
|                             | Christine Bouquin           | DVD                         | 359          | 23,57        |             |             |
|                             | Christophe Lime             | PCF                         | 60           | 3,94         |             |             |
|                             | François Mandil             | Verts                       | 59           | 3,87         |             |             |
|                             | Bernard Lachambre           | Verts                       | 58           | 3,81         |             |             |
|                             | Sylvie Meyer                | Verts                       | 54           | 3,55         |             |             |
|                             | Françoise Baquet-Chatel     | PCF                         | 51           | 3,35         |             |             |
|                             | Jean-Claude Grandjean       | PCF                         | 50           | 3,28         |             |             |
|                             | Sophie Montel               | FN                          | 7            | 0,46         |             |             |
|                             |                             |                             |              |              |             |             |
| Inscrits                    | Inscrits                    | Inscrits                    | 1 537        | 100,00       | 1 537       | 100,00      |
| Abstentions                 | Abstentions                 | Abstentions                 | 12           | 0,78         | 8           | 0,52        |
| Votants                     | Votants                     | Votants                     | 1 525        | 99,22        | 1 529       | 99,48       |
| Blancs et nuls              | Blancs et nuls              | Blancs et nuls              | 2            | 0,13         | 33          | 2,16        |
| Exprimés                    | Exprimés                    | Exprimés                    | 1 523        | 99,87        | 1 496       | 97,84       |